# Río Burnett
El río Burnett es un río en las regiones de Wide Bay–Burnett y Central Queensland de Queensland, Australia.

## Curso y características

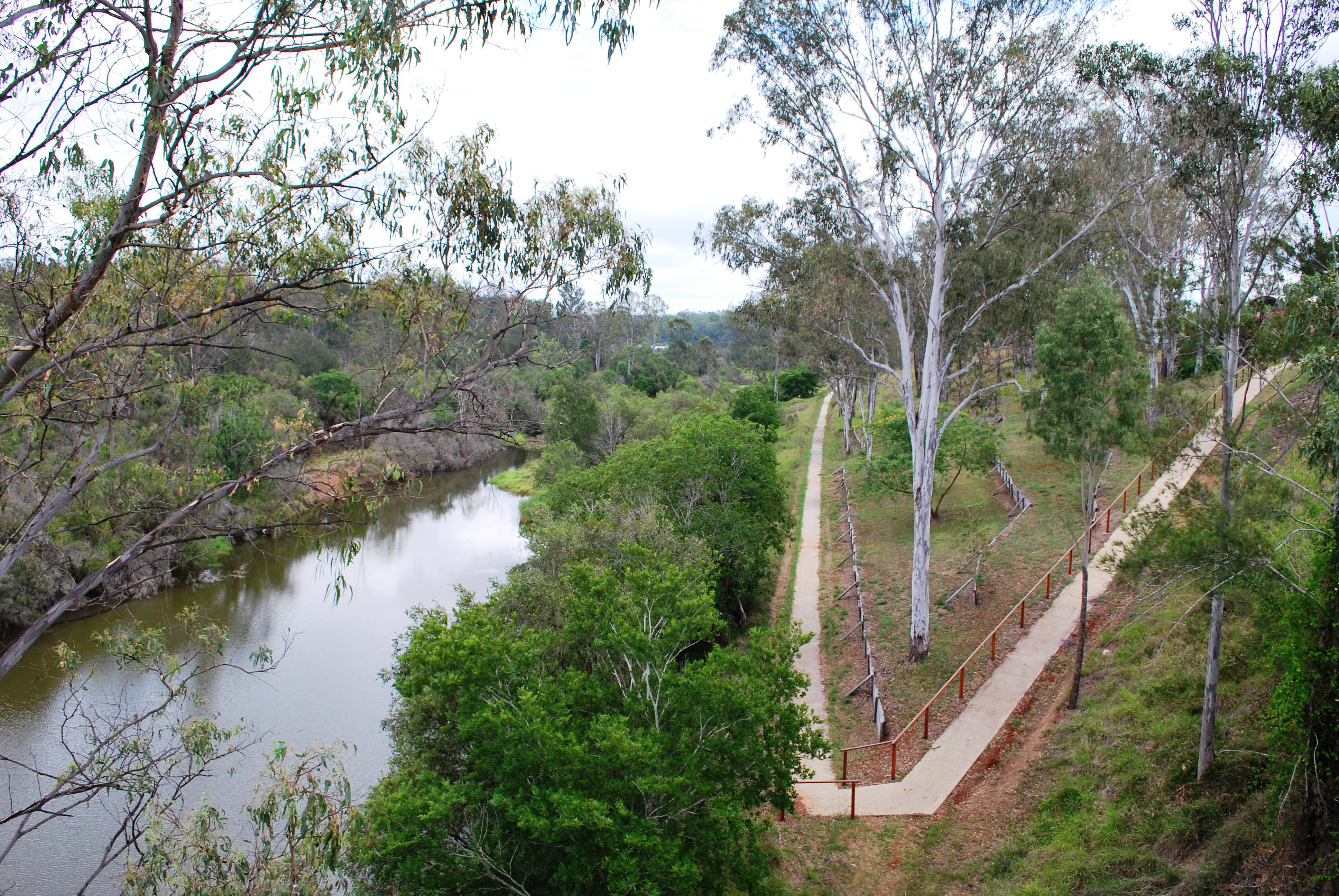
El río Burnett en Mundubbera

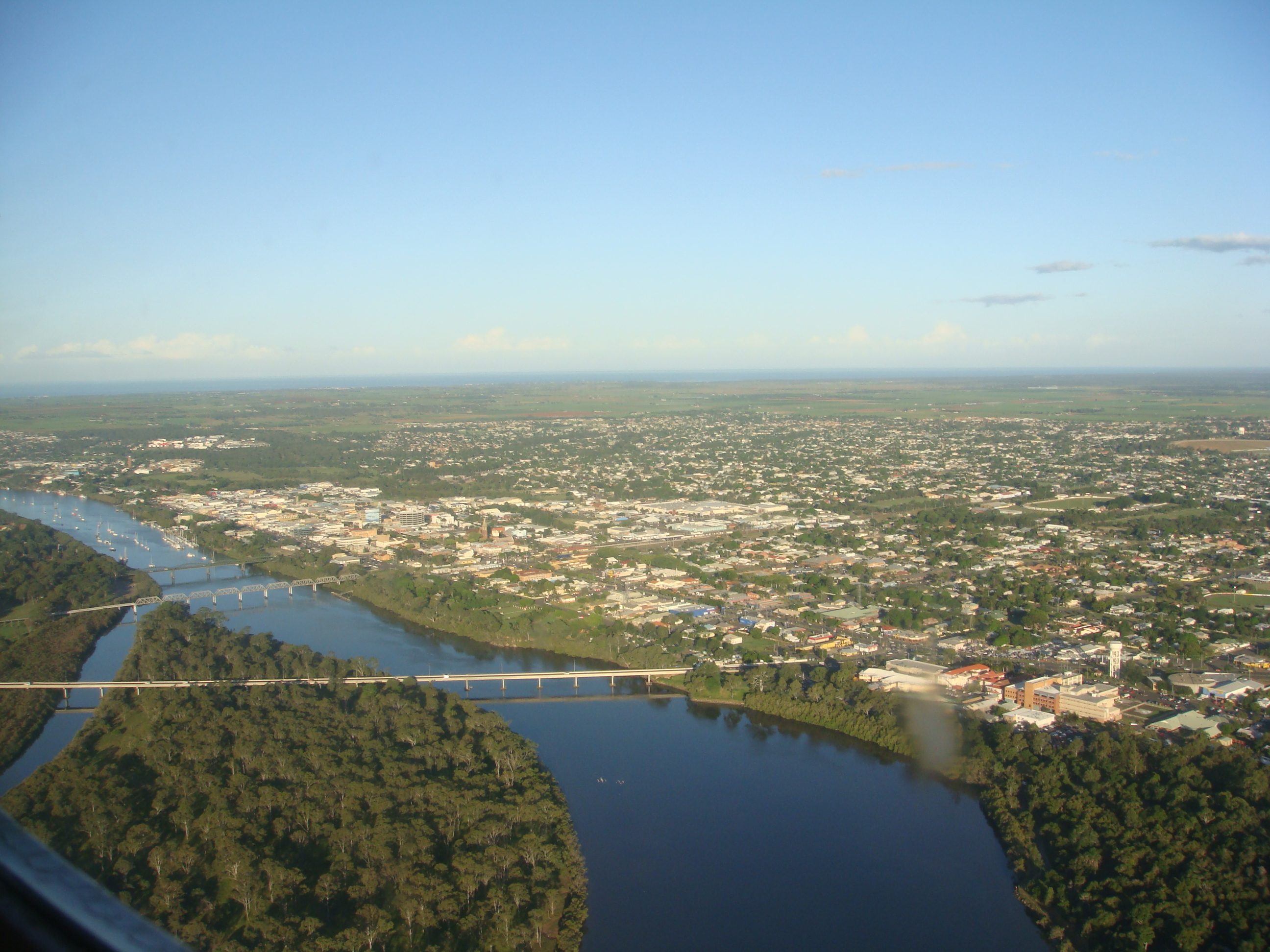
Puentes sobre el río en Bundaberg

El río Burnett nace en la cordillera Burnett, parte de la Gran Cordillera Divisoria, cerca del monte Gaeta y al este de Monto. Drena una cuenca que cubre 33.210 km², lo que representa el 1,9% del área total de Queensland.
El río fluye generalmente hacia el sur, pasando por Eidsvold y Mundubbera, antes de dirigirse al este, junto a los municipios de Gayndah y Wallaville, antes de entrar en la ciudad de Bundaberg. Desemboca en el mar del Coral, en Burnett Heads, a unos 20 kilómetros de Bundaberg. El río desciende 485 metros a lo largo de sus 435 kilómetros de recorrido.
La región del río Burnett se dedica principalmente al cultivo de caña de azúcar y otros cultivos. El río forma parte de las biorregiones del Cinturón de Brigalow y del Sudeste de Queensland.

### Principales afluentes

#### Río Three Moon Creek
El río Three Moon Creek nace cerca del parque nacional Kroombit Tops, al norte de Monto, y fluye hacia el sur atravesando Monto y Mulgildie. Forma el lago Cania tras embalsarse cerca del desfiladero de Cania y desemboca en el río Burnett, al sureste de Abercorn.

#### Río Nogo
El río Nogo nace en las colinas situadas al noroeste de Monto, se embalsa al oeste de Abercorn para formar el lago Wuruma y fluye hacia el sureste hasta unirse al Burnett cerca de Ceratodus.

#### Río Auburn
El río Auburn nace en las colinas situadas a unos 20 kilómetros al oeste de Cracow, fluye hacia el sur y gira hacia el noreste en su confluencia con el arroyo Johnson. Atraviesa el parque nacional Río Auburn, una zona poco conocida y virgen con bosque prístino, que incluye la cascada Auburn, y desemboca en el río Burnett, al oeste de Mundubbera.

#### Río Boyne
El río Boyne nace en el Parque Nacional de las Montañas Bunya al suroeste de Kingaroy y fluye en dirección norte. Cerca de Proston se embalsa para formar el lago Boondooma y desemboca en el río Burnett, a solo 5 kilómetros de la confluencia de los ríos Burnett y Auburn.

#### Arroyo Barambah
El arroyo Barambah nace en las colinas situadas entre Kingaroy y Sunshine Coast, al norte de Jimna, y fluye en dirección norte. Pasa justo por debajo de la presa del lago Barambah, también conocida como presa Bjelke-Petersen, antes de desembocar en el río Burnett, al noreste de Gayndah, cerca de Ban Ban Springs.

## Historia

### Prehistoria
La zona del río Burnett estuvo históricamente habitada por la tribu aborigen Taribelang . 

### Exploración europea
El río recibe su nombre de James Charles Burnett, el primer explorador europeo que visitó el río en 1847.

### Construcción de presas
La construcción de la presa Paradise, en el río Burnett, a 80 kilómetros río arriba de Bundaberg, finalizó en noviembre de 2005. El embalse tiene una capacidad de 300 000 metros cúbicos. La presa recibe su nombre de la antigua localidad minera de Paradise, que ahora se encuentra sumergida bajo las aguas del embalse. Todos los artefactos y estructuras encontrados en el lugar fueron trasladados a la cercana localidad de Biggenden. El diseño de la presa cumple las directrices medioambientales e incluye una escalera para peces que permite a especies como el pez pulmonado de Queensland desplazarse desde el muro de la presa tanto río arriba como río abajo.
La presa Paradise Dam resultó dañada durante las inundaciones de 2013 y actualmente opera con una capacidad reducida. A principios de 2024, el Gobierno de Queensland anunció que sería sustituida por una presa nueva en lugar de intentar realizar más reparaciones. 

## Pesca
El río Burnett y el cercano río Mary son el hogar del pez pulmonado de Queensland, una de las especies de vertebrados más antiguas que existen en la actualidad. El ejemplar más longevo del que se tiene constancia es un macho apodado «Granddad», que nació y fue capturado en el río Burnett antes de ser trasladado al Acuario Shedd de Chicago (Illinois) en 1933, donde vivió hasta los 109 años de edad, muriendo por causas naturales en 2017.